# 梅田淳YOU LUCK情報局
梅田淳 YOU LUCK情報局（うめだじゅん ユー・ラックじょうほうきょく）は、ニッポン放送にて、2004年10月3日から2005年3月27日に放送していた情報番組。

## 番組概要
ニッポン放送は、2004年度の週末のナイターオフ番組として、当時、関西テレビにてスポーツアナウンサーをしていた梅田が、関西テレビを退職しフリーに転身して、東京に進出して初めてのレギュラー番組であった。番組タイトルの「YOU LUCK」はニッポン放送が所在する、有楽町を捩って名付けられている。
番組構成は、最新のスポーツニュースやストレートニュース、エンターテイメント情報や東京情報を伝える。2005年3月27日にて番組は終了。番組終了以後、2018年時点で梅田のニッポン放送での起用はなく、フジサンケイグループの別ラジオ局であるラジオ大阪での出演は継続されていた。

## 出演者

### パーソナリティ
- 梅田淳（フリーアナウンサー、元関西テレビアナウンサー）

### アシスタント
- 山本まゆ子（当時：ニッポン放送アナウンサー）

### リポーター
- 吉田尚記（ニッポン放送アナウンサー）

## 放送時間
- 日曜：17:30-19:00

## 特別番組

### 正月特番
- お正月からYOU LUCK! 梅田淳の新春突撃ラジオ[3]

2005年1月1日、5:00 - 13:00 放送。梅田が初日の出特番として、正月の東京の表情を伝えるために、街を駆け巡って突撃レポートする構成である。